# Fischershof (Dreetz)

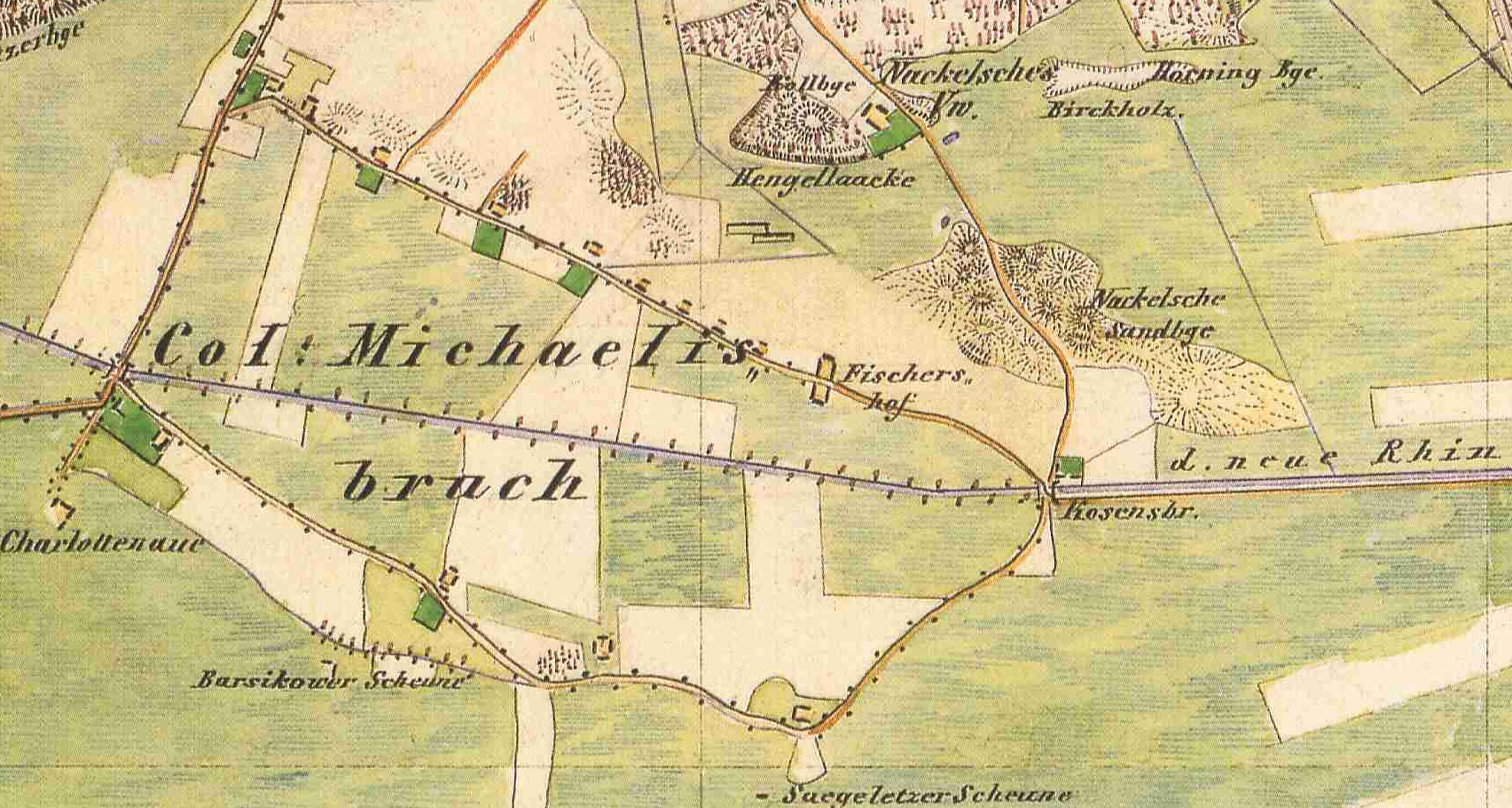
Michaelisbruch mit den Vorwerken Fischershof und Birkhorst (Nakelsches Vw.), Ausschnitt aus dem Urmesstischblatt 3144 Friesack von 1840

Fischershof ist ein Wohnplatz in der amtsangehörigen Gemeinde Dreetz im Landkreis Ostprignitz-Ruppin (Brandenburg). Die Gemeinde Dreetz wird vom Amt Neustadt (Dosse) verwaltet.

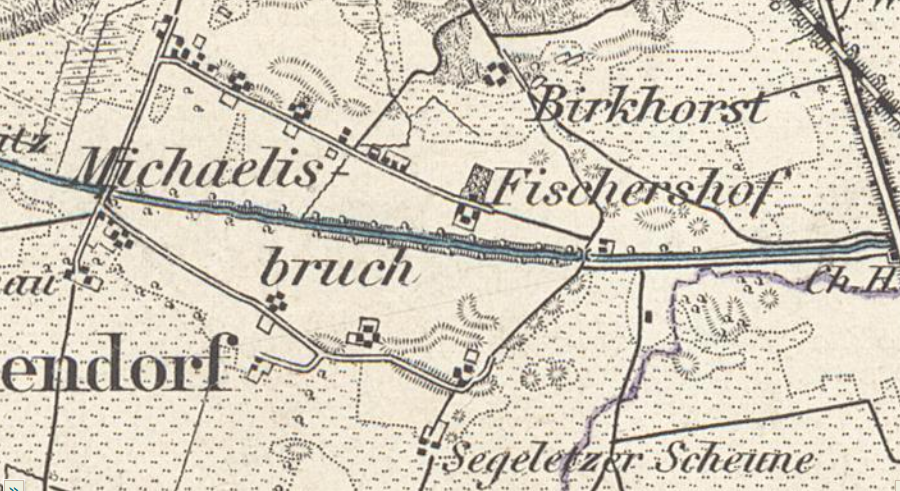
Michaelisbruch mit den Vorwerken Fischershof und Birkhorst, Ausschnitt aus der Karte des Deutschen Reiches, 1:100 000, Teil II/IV: Blatt 242 Neuruppin von 1906

## Geographie
Fischershof liegt ca. 5,7 Kilometer südöstlich des (Kern-)Ortes Dreetz und 5,2 Kilometer nordwestlich von Friesack fast direkt am Rhin, der hier kanalartig ausgebaut ist. Fischershof liegt auf etwa 29 m ü. NHN. Der Wohnplatz ist von Michaelisbruch und von der Bundesstraße 5 aus über kleine Verbindungsstraßen zu erreichen.

## Geschichte
1775/76 wurde auf dem Gebiet des Amtes Neustadt an der Dosse ein Erbzinsgut angelegt. 1788 gehörte Fischershof dem Amtmann Laue. Um 1800 waren neben dem Erbzinsgut auf zwei Büdnerhäuser entstanden. Zum Areal von Fischershof gehörten 210 Morgen Grundstücke. 1800 und 1817 gehörte das Erbzinsgut dem Amtmann Lau(e). 1826 wurde das dem Amtmann Laue gehörige Erbzinsgut Fischershof versteigert. 1840 bestand der Ort aus dem Gut und vier Wohnhäusern. Das Gut gehörte einem gewissen Schlottmann. 1860 bestand der Ort aus dem Gut und vier einzelnen Gehöften, insgesamt fünf Wohnhäuser und sieben Wirtschaftsgebäude. 1871 bestanden in den fünf Wohnhäusern sechs Haushaltungen. Seit 1887 bildete Fischershof mit dem Vorwerk Birkhorst einen eigenen Gutsbezirk. 1903 war das Gut im Besitz eines Cochius. 1928 (1922?) wurde der Ort nach Michaelisbruch eingemeindet. 1929 gehörte das Gut einem Nennhaus.
| Jahr      | 1800 | 1817 | 1840 | 1858 | 1867 | 1871 | 1895 | 1925 |
| Einwohner | 24   | 22   | 37   | 34   | 31   | 27   | 61   | 26   |

Michaelisbruch gehörte zum brandenburgischen Landkreis Ruppin. 1952 wurde das Land Brandenburg aufgelöst und der Landkreis Ruppin aufgeteilt. Michaelisbruch kam zum neuen Kreis Kyritz im Bezirk Potsdam der DDR. Zum 1. April 1973 wurde Michaelisbruch in die Gemeinde Dreetz eingegliedert. Seither ist Michaelisbruch ein Ortsteil von Dreetz. Fischershof ist nach der Definition des Dienstleistungsportals der Landesverwaltung des Landes Brandenburg ein Wohnplatz im Ortsteil Michaelisbruch.

### Kirchliche Geschichte
Das Erbzinsgut Fischershof war zur Bartschendorfer Kirche eingemeindet. Der jährliche Beitrag zum Unterhalt der Bartschendorfer Kirche betrug 1805 acht Reichstaler.